# Zenwalk Linux
Zenwalk Linux var oprindeligt en Slackware GNU/Linux derivat (tidligere ved navn Minislack). Distributionen har udviklet sig langt fra Slackware på de fleste områder mens kompatibilitet i binære pakker bevares. Zenwalk sigter på at være en multifunktions Linux distribution indenfor Internet programmer, multimedia og programmeringsværktøjer. Derudover kommer Zenwalk med mange specialiserede værktøjer, der er beregnet til såvel begyndere som avancerede brugere da der tilbydes systemkonfigurationsværktøjer med både et grafisk og et kommandolinie interface.
Zenwalk er en lille Linux distribution, med sin oprindelse i Frankrig af Jean-Philippe Guillemin. Den benytter skrivebordsmiljøet Xfce, som egner sig til mindre systemer.

## Historie
Zenwalk hed oprindeligt Minislack op til version 1.1, og fik sit nuværende navn med version 1.2, frigivet 12. august 2005. En vigtig forskel fra Slackware har været brugen af Linux 2.6 kerner som standard, hvor Slackware har benyttet 2.4 serien (op til og med version 11.0). Fra oprindeligt at have benyttet KDE som window manager, benytter Zenwalk nu Xfce fra version 0.3, omend GNOME og KDE pakker er tilgængelige separat.

## Designfilosofi
Zenwalk Projektet sigter på at skabe en letvægts Linux Styresystem ved at benytte de nyeste stabile versioner af open source software.

## Fællesskab (eng. Community)
Zenwalk Projektet har et forum der tillader brugere og udviklere at poste spørgsmål, bekymringer, ønsker, kritik og kommentarer.
Den del af fællesskabet, som er involveret i test af nye software pakker, bliver taget i ed af udviklerne. De nyeste officielle software pakker offentliggøres i -snapshot træet. Når der er tilstrækkelige tests og når fejl-aflusning er slut, bliver pakken flyttet til -current træet, hvor de fleste brugere kan hente software til opdatering af deres systemer.
Fællesskabet opfordres desuden til at tage del i udvikling af software pakker, da den officielle mængde af software betragtes som en begrænsning af nogle brugere. Dette tillader tredje-parts software at blive kompatibelt med Zenwalks katalog struktur samt forbedret interoperabilitet med resten af distributionen. Information om hvordan man bidrager til Zenwalk projektet kan findes i distributionens forum.

### Pakkestyring
Zenwalk benytter netpkg som pakkestyringsværktøj. Det er udviklet af Zenwalk teamet, og det tilbyder de primære funktionaliteter der findes i andre pakkestyringsværktøjer så som apt-get gruppen af pakkestyringsværktøjer, men med en mere strømlinet brugerflade. Det benytter Slackware's .tgz og .txz pakkeformat, men tilføjer håndtering af pakke-afhængigheder. Systemet bruger metafiler til information om afhængigheder, samt pakkebeskrivelser til installationsprocessen. Denne bekvemmelighed er kun tilgængelig fra de officielle Zenwalk spejle (eng.: mirrors), der er listet i netpkg konfigurationsfilen, netpkg.conf. Derudover findes det originale netpkg kommandolinie-interface, xnetpkg tilbyder en grafisk brugerflade ("GUI" – Graphical UserInterface) med tilsvarende egenskaber. Pakker til rådighed på Zenwalk spejlene tilsigtes at være i overensstemmelse med projektets filosofi om blot at have ét program per funktion, men tillader individuel tilpasning af brugerens system ved at tilbyde alternativer i en post-installationsproces.
Ydermere er Zenwalk kompatibelt med Slackwares pakkestyringsværktøjer så som slapt-get og dets frontends, og de har en funktionalitet der svarer til det, der tilbydes med netpkg. Ligeledes kan netpkg benyttes på en Slackware maskine.
Slackware-pakker kan erstatte Zenwalk-pakker hvor det måtte være ønsket. Yderligere pakker kan findes på Linuxpackages.net Arkiveret 9. august 2019 hos  Wayback Machine.

## Understøttet arkitektur
Fra version 7.9.6 af Zenwalk Linux er distributionen bygget til og optimeret til 64 bit arkitektur, x86-64 arkitekturen. Der er på nuværende tidspunkt ingen planer om at udbygge understøttelse til andre arkitekturer.